# 乔治·丰泰斯
乔治·丰泰斯（法語：Georges Fontès，1924年9月5日—2020年3月2日），法国政治人物。

## 生平
1924年生于贝济耶。他的父亲是卡车司机，母亲是家庭主妇。早年在当地从事社会保障服务工作。1948年加入工人国际法国支部。1985年加入保衛共和聯盟。
1983年至1989年，担任贝济耶市长。1986年3月至1988年5月，担任法国退伍军人事务国务秘书（部长级）。2008年被逐出法国大东方共济会。2020年3月2日晚逝世。